# Pleasant Dale (Nebraska)
Pleasant Dale es una villa ubicada en el condado de Seward en el estado estadounidense de Nebraska. En el Censo de 2010 tenía una población de 205 habitantes y una densidad poblacional de 700,45 personas por km².

## Geografía
Pleasant Dale se encuentra ubicada en las coordenadas 40°47′28″N 96°55′59″O / 40.79111, -96.93306. Según la Oficina del Censo de los Estados Unidos, Pleasant Dale tiene una superficie total de 0.29 km², de la cual 0.29 km² corresponden a tierra firme y (0%) 0 km² es agua.

## Demografía
Según el censo de 2010, había 205 personas residiendo en Pleasant Dale. La densidad de población era de 700,45 hab./km². De los 205 habitantes, Pleasant Dale estaba compuesto por el 93.17% blancos, el 0% eran afroamericanos, el 0% eran amerindios, el 0.49% eran asiáticos, el 0% eran isleños del Pacífico, el 0.49% eran de otras razas y el 5.85% pertenecían a dos o más razas. Del total de la población el 0.98% eran hispanos o latinos de cualquier raza.